# Abel González Massenet
Abel González Massenet (Montecristi, 5 de agosto de 1915 - Santo Domingo, 18 de junio de 2009) fue un prestigioso médico dominicano, quien fuera médico de cabecera del expresidente Joaquín Balaguer y además embalsamó el cadáver del dictador Rafael Leónidas Trujillo. El Dr González fue el fundador del Centro de Medicina Avanzada Dr. Abel González

## Primeros años
González nació en la provincia Montecristi el 5 de agosto de 1914. Su madre fue Ángela Massenet de ascendencia cubana y su padre fue el preclaro médico dominicano Dr. Abel González Quezada. Vivió sus primeros años en Montecristi, específicamente en la casa de Máximo Gómez, donde éste junto a José Martí firmaron el manifiesto de Montecristi el 25 de marzo de 1895. Tuvo tres hermanos, dos varones y una hembra, siendo Abel el segundo de los cuatro.

## Vida académica y profesional
González estudió en La Vega hasta el 5.º curso de la primaria. Se hizo bachiller en Ciencias Físicas y Naturales en la Escuela Normal de Santiago en 1932. En dicha escuela, pero en la de mujeres era directora la profesora Ercilia Pepín.
En julio de 1938 se graduó de médico en la Universidad Autónoma de Santo Domingo donde fue alumno del Dr. Francisco Moscoso Puello. Hizo una especialidad en urología en la ciudad de Nueva York, poco después hace un postgrado en la misma ciudad. Cuando regresó al país el presidente de ese entonces Rafael Trujillo lo contrata para que sea su médico de cabecera. Cuando ajusticiaron a Trujillo el Dr González fue el encargado de embalsamar el cadáver del dictador. Años después por los años 70 fungió como médico de cabecera del también expresidente Joaquín Balaguer
González fue el pionero en ejercer la urología en la República Dominicana.
En 1945 se integró como médico al Ejército Dominicano encargado del área de urología, donde llegó a ostentar el rango de teniente coronel.
El 10 de diciembre de 1981 fue declarado por la Sociedad Dominicana de Urología como “Padre y gran maestro de la urología dominicana”. Además fue catedrático de la Universidad Autónoma de Santo Domingo.

## Vida personal
González Massenet casó en 1938 con Filomena Canalda quien falleciera años antes, y con quien tuvo 4 hijos, María Filomena, Nelson, Abel Ricardo y Ángela Inés. Tuvo dos hijos más Claudio y Gricelidis. La Escuela Básica Doña Filomena Canalda de González fue nombrada en honor a su esposa

## Muerte
González Massenet falleció el 18 de junio de 2009 de muerte natural a la edad de 94 años.